# ماي وايت
ماي وايت (بالإنجليزية: May White)‏ (1889 - 18 أكتوبر 1979)، ممثلة أمريكية صامتة. عملت «ماي وايت» كممثلة في استوديوهات إساناي في نايلز، كاليفورنيا، قبل مغادرتها مع «تشارلي تشابلن» إلى لوس انجلوس.

## من أفلامها
- ليلة في العرض (1915)
- سخرية على كارمن (1915)
- صانعو الجمال (1916)
- المغامر (1917)
- الطفل (1921)

## وصلات خارجية
- ماي وايت على موقع IMDb (الإنجليزية)
- ماي وايت على موقع أول موفي (الإنجليزية)
- ماي وايت على موقع قاعدة بيانات الأفلام السويدية (السويدية)
- ماي وايت على موقع قاعدة بيانات الفيلم (الإنجليزية)
- ماي وايت على موقع كينوبويسك (الروسية)